# Rekonq

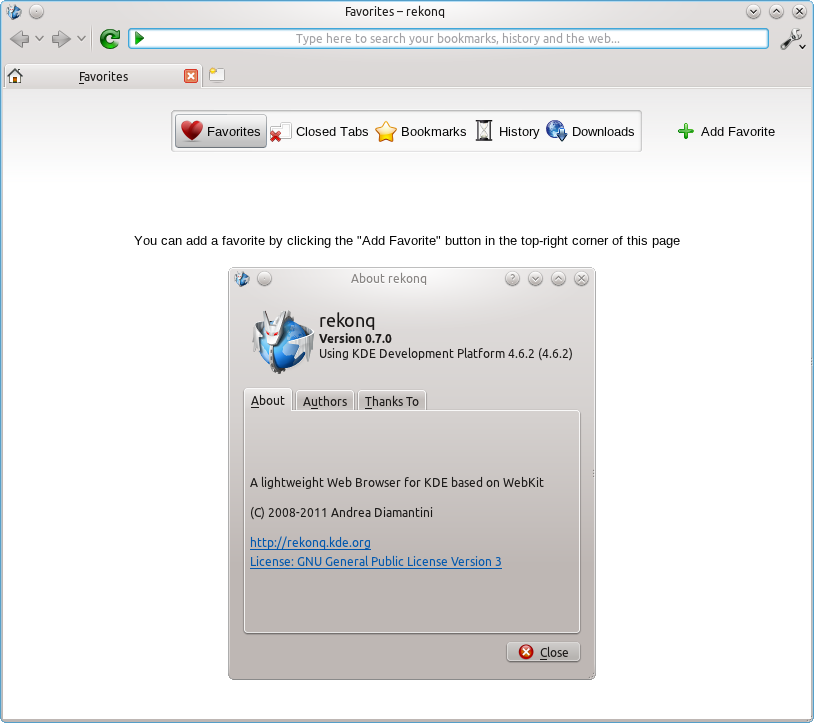
Rekonq

A rekonq egy könnyű, Qt-WebKit (a WebKit motor Qt-s portját, a Qt-WebKitet használja) alapú webböngésző, egy szabad szoftver, melyet a KDE berkein belül fejlesztenek. A Kubuntu 10.10 és a Chakra GNU/Linux disztribúciók alapértelmezett webböngészője. 2010. május 5-től a rekonq része a KDE Extragear-nek, ami egy szabad szoftver kollekció. A Konquerorral szemben, ami a KDE fő webböngészője volt évekig (és egyben fájlmenedzsere is), a rekonq független és egyszerű webböngésző. A forráskódja a Qt Development Frameworks-féle QtDemoBrowseren alapul, melyet a KDE Git tárolójában fejlesztenek.

## Tulajdonságok
A rekonq kitűnően illeszkedik a KDE környezetbe például a KDE letöltőrendszerén keresztül képes letölteni fájlokat, könyvjelzőket átvenni a Konquerorból, KIO támogatás. A rekonq rendelkezik a modern böngészők főbb tulajdonságaival:
- füles böngészés,
- felugró ablakok tiltása,
- kiegészítők támogatása (Java, Flash),
- proxy támogatás.

## Lásd még
- Webböngészők összehasonlítása
- Aorora

## Külső hivatkozások
- A rekonq weboldala
- A rekonq KDE oldala